# Wilson Pickett
Wilson Pickett (Prattville (Alabama), 18 maart 1941 - Reston, 19 januari 2006) was een Amerikaans soulzanger.

## Biografie
Hij begon zijn carrière als lid van de groep The Falcons. Zijn grootste hit had hij in de Verenigde Staten in 1965 met In the midnight hour. Daarna had hij succes met nummers als Mustang Sally en Fire and Water, zijn laatste hit (in de Verenigde Staten) uit 1972. Na 1972 bleven Amerikaanse hits uit en raakte Pickett aan lager wal. Hij zat een aantal keren in de gevangenis, onder andere omdat hij dronken achter het stuur zat en een oudere man aanreed, die daarbij levensgevaarlijk gewond raakte.
In Europa scoorde hij minder hits. In the midnight hour verscheen in 1980 in een coverversie van Bryan Ferry op het Roxy Music album "Flesh + Blood". Toch werd Pickett ook in Europa niet vergeten: in 1991 kwam de speelfilm The Commitments uit, over een blanke Ierse soulband die Pickett-nummers speelde. Pickett trad verschillende keren op in Nederland, onder andere in 1995, als onderdeel van het North Sea Jazz Festival in Den Haag. De NOS deed verslag van dat optreden op tv.
Pickett werd in 1999 opgenomen in de Alabama Music Hall of Fame. Hij overleed in 2006 op 64-jarige leeftijd aan een hartaanval in Reston, Virginia.

## Discografie

### Singles
| Single met eventuele hitnotering(en) in de Nederlandse Top 40 | Datum van verschijnen | Datum van binnenkomst | Hoogste positie | Aantal weken | Opmerkingen |
| ------------------------------------------------------------- | --------------------- | --------------------- | --------------- | ------------ | ----------- |
| Land Of The Thousand Dances                                   |                       | 17-9-1966             | 25              | 5            |             |
| Funky Broadway                                                |                       | 28-10-1967            | 18              | 8            |             |
| Stag-o-lee                                                    |                       | 25-11-1967            | tip4            |              |             |
| Stag-o-lee                                                    |                       | 23-12-1967            | tip6            |              |             |
| Stag-o-lee                                                    |                       | 13-1-1968             | tip2            |              |             |
| I'm A Midnight Mover                                          |                       | 27-7-1968             | tip12           |              |             |
| I Found A True Love                                           |                       | 26-10-1968            | 24              | 3            |             |
| Hey Jude                                                      |                       | 1-2-1969              | 12              | 6            |             |
| Mini Skirt Minnie                                             |                       | 20-4-1969             | tip20           |              |             |
| Hey Jude                                                      |                       | 2-8-1969              | tip4            |              |             |

### Albums
- It's Too Late (1963, Double L)
- In The Midnight Hour (1965, Atlantic) US: #107
- The Exciting Wilson Pickett (1966, Atlantic) US: #21
- The Best Of Wilson Pickett (1967, Atltantic) US: #35
- The Wicked Pickett (1967, Atlantic) US: #42
- The Sound Of Wilson Pickett (1967, Atlantic) US: #54
- I'm In Love (1967, Atlantic) US: #70
- The Midnight Mover (1968, Atlantic) US: #91
- Hey Jude (1968, Atlantic) US: #97
- Wilson Pickett In Philadelphia (1970, Atlantic) US: #64
- Right On (1970, Atlantic) US: #197
- The Best Of Wilson Pickett, Vol. II (1971, Atlantic) US: #73
- Don't Knock My Love (1972, Atlantic) US: #132
- Mr. Magic Man (1973, RCA) US: #187
- Wilson Pickett's Greatest Hits (1973) US: #178
- Miz Lena's Boy (1973, RCA)
- Pickett In The Pocket (1974, RCA)
- Live In Japan (1974, RCA)
- Join Me And Let's Be Free (1975, RCA)
- Chocolate Mountain (1976, Wicked)
- Funky Situation (1978, Big Tree)
- I Want You (1979, EMI)
- Right Track (1981, EMI)
- American Soul Man (1987, Motown)
- A Man And A Half: The Best Of Wilson Pickett (1992, Rhino/Atlantic)
- It's Harder Now (1999, Bullseye Blues)
- Live And Burnin' - Stockholm '69 (2009, Soulsville)
- Live In Germany 1968 (2009, Crypt Records 2009)
- Funky Midnight Mover: The Atlantic Studio Recordings (1962-1978) (2010, Rhino)

### NPO Radio 2 Top 2000
Van Wilson Pickett stond alleen Land of thousand dances in 2000 in de NPO Radio 2 Top 2000, op plek 1845.

## Trivia
- De muziek van Wilson Pickett werd altijd voorafgaand aan de uitzendingen van De Wereld Draait Door gedraaid in de studio.
- De Wereld Draait Door heeft een prijs naar Pickett vernoemd, de Wilson Pickett Cup. Twee artiesten die beiden hetzelfde instrument bespelen, strijden om deze cup. Wie volgens het publiek het beste of mooiste speelt, krijgt de cup.

- Bibsys: 3030039
- Biblioteca Nacional de España: XX1070430
- Bibliothèque nationale de France: cb13898468g (data)
- Gemeinsame Normdatei: 131488562
- International Standard Name Identifier: 0000 0000 6301 470X
- Library of Congress Control Number: n91048204
- MusicBrainz: fc6214b3-6d82-4803-be74-01ece1723e42
- Nationale Bibliotheek van Tsjechië: js20060210009
- Nationale Bibliotheek van Israël: 987007418358805171
- Nationale Bibliotheek van Polen: a0000002675978
- Nederlandse Thesaurus van Auteursnamen: 100309003
- Istituto Centrale per il Catalogo Unico: UBOV509929
- LIBRIS: 269014
- SNAC: w6f77xzn
- Système universitaire de documentation: 228517656
- Virtual International Authority File: 12492481
- WorldCat: E39PBJwHkJFPXRxwQ6bypQHQv3